# Liste der Monuments historiques in Feillens
Die Liste der Monuments historiques in Feillens führt die Monuments historiques in der französischen Gemeinde Feillens auf.

## Liste der Bauwerke
| Bezeichnung | Beschreibung                                         | Standort                    | Kennzeichnung | Schutzstatus | Datum | Bild           |
| ----------- | ---------------------------------------------------- | --------------------------- | ------------- | ------------ | ----- | -------------- |
| Wegekreuz   | Errichtet in der zweiten Hälfte des 15. Jahrhunderts | Route de la Chapelle (Lage) | PA00116394    | Classé       | 1927  | weitere Bilder |

## Liste der Objekte
- Monuments historiques (Objekte) in Feillens in der Base Palissy des französischen Kultusministeriums